# What Is Love
What Is Love (englisch für „Was ist Liebe“) ist der Titel eines 1992 aufgenommenen Eurodance-Lieds und Nummer-eins-Hits des aus Trinidad und Tobago stammenden Pop-Sängers Haddaway.

## Entstehung und Veröffentlichung
Geschrieben und produziert wurde der Titel von „Dee Dee Halligan“ und „Junior Torello“, Pseudonyme für die deutschen Musikproduzenten und Autoren Tony Hendrik und Karin Hartmann-Eisenblätter. In dem simplen Text geht es um die Frage, was Liebe ist. Der Protagonist beschreibt in dem Song, dass seine Gefühle nicht erwidert werden, obwohl er sich große Mühe gibt, seiner vermeintlichen Partnerin zu vermitteln, dass er sie begehrt. Im Refrain fordert er sie wiederholt auf, ihm nicht weiter wehzutun. Haddaways Stimme ist mit ungewöhnlich viel Echo unterlegt. Keyboards spielt bei der im Dezember 1992 entstandenen Aufnahme Alex Trime (Alexander Strasser-Hain); als Hintergrundstimme ist Lisa Noya zu hören.
Der im Dezember 1992 in Deutschland auf den Markt gekommene Song wurde vom Team Hendrik/Hartmann im eigenen Coconut-Tonstudio in Hennef (Sieg) produziert und als 5" Maxi-CD  (Katalog-Nr. 74321 12486 2), 12" Maxi-Single (74321 12486 1) sowie 7" Single (74321 12486 7) bei Coconut Records veröffentlicht.

## Rezeption

### Preise
Der Titel erhielt zwei Echo-Preise.

### Verwendung
2008 verwendete PepsiCo den Titel für den Pepsi-Werbespot, der während der jährlichen Super-Bowl-Übertragung gesendet wurde.

## Kommerzieller Erfolg

### Chartplatzierungen
What Is Love gelangte in Deutschland und Großbritannien bis auf Platz 2 der Hitparade und konnte Rang 1 in 13 anderen Ländern belegen, unter anderem in Belgien, Frankreich, Italien, Niederlande, Österreich, Schweiz und Norwegen.
| ChartsChartplatzierungen       | Höchstplatzierung | Wochen |
| ------------------------------ | ----------------- | ------ |
| Deutschland (GfK)              | 2 (39 Wo.)        | 39     |
| Österreich (Ö3)                | 1 (20 Wo.)        | 20     |
| Schweiz (IFPI)                 | 1 (33 Wo.)        | 33     |
| Vereinigte Staaten (Billboard) | 11 (26 Wo.)       | 26     |
| Vereinigtes Königreich (OCC)   | 2 (16 Wo.)        | 16     |

| ChartsChartplatzierungen | Höchstplatzierung | Wochen |
| ------------------------ | ----------------- | ------ |
| Schweiz (IFPI)           | 15 (10 Wo.)       | 10     |

| ChartsChartplatzierungen | Höchstplatzierung | Wochen |
| ------------------------ | ----------------- | ------ |
| Deutschland (GfK)        | 51 (5 Wo.)        | 5      |
| Österreich (Ö3)          | 49 (1 Wo.)        | 1      |
| Schweiz (IFPI)           | 91 (1 Wo.)        | 1      |

| ChartsChartplatzierungen | Höchstplatzierung | Wochen |
| ------------------------ | ----------------- | ------ |
| Deutschland (GfK)        | 60 (9 Wo.)        | 9      |
| Österreich (Ö3)          | 37 (3 Wo.)        | 3      |

| ChartsChartplatzierungen | Höchstplatzierung | Wochen |
| ------------------------ | ----------------- | ------ |
| Deutschland (GfK)        | 42 (1 Wo.)        | 1      |

| ChartsJahrescharts (1993) | Platzierung |
| ------------------------- | ----------- |
| Deutschland (GfK)         | 2           |
| Österreich (Ö3)           | 3           |
| Schweiz (IFPI)            | 2           |

### Auszeichnungen für Musikverkäufe
| Land/Region                  | Auszeichnungen für Musikverkäufe (Land/Region, Auszeichnung, Verkäufe) | Verkäufe  |
| ---------------------------- | ---------------------------------------------------------------------- | --------- |
| Australien (ARIA)            | Gold                                                                   | 35.000    |
| Dänemark (IFPI)              | Platin                                                                 | 90.000    |
| Deutschland (BVMI)           | 3× Gold                                                                | 750.000   |
| Frankreich (SNEP)            | Gold                                                                   | 100.000   |
| Italien (FIMI)               | Platin                                                                 | 70.000    |
| Neuseeland (RMNZ)            | Platin                                                                 | 30.000    |
| Österreich (IFPI)            | Platin                                                                 | 50.000    |
| Schweden (IFPI)              | Gold                                                                   | 25.000    |
| Spanien (Promusicae)         | Platin                                                                 | 60.000    |
| Vereinigte Staaten (RIAA)    | Gold                                                                   | 500.000   |
| Vereinigtes Königreich (BPI) | 2× Platin                                                              | 1.200.000 |
| Insgesamt                    | 5× Gold · 8× Platin ·                                                  | 2.910.000 |

## Coverversionen
- 2010: Eminem feat. Lil Wayne – No Love (Sample)
- 2014: Kiesza – What is Love
- 2016: Lost Frequencies – What Is Love 2016
- 2019: Susianna Kentikian als Monster in The Masked Singer
- 2023: RAF Camora feat. Ski Aggu – Liebe Grüße (Sample)